# 结安州
结安州，中国元朝时设置的州。
元朝升结安峒置，治所在今广西壮族自治区天等县东北结安。属太平路。明朝时，属太平府。后废。 